# نعیم‌آباد (فهرج)
نعیم‌آباد، روستایی در دهستان فهرج بخش مرکزی شهرستان فهرج در استان کرمان ایران است.

## جمعیت
بر پایه سرشماری عمومی نفوس و مسکن در سال ۱۳۹۵، جمعیت این روستا برابر با ۴۸۲ نفر (۱۶۰ خانوار) بوده‌است.